# José Manuel Imbamba
José Manuel Imbamba (Boma, 7 gennaio 1965) è un arcivescovo cattolico angolano, dal 12 aprile 2011 arcivescovo metropolita di Saurimo.

## Biografia
José Manuel Imbamba è nato il 7 gennaio 1965 a Boma, provincia di Moxico e diocesi di Lwena, nella parte centro-orientale dell'allora Africa Occidentale Portoghese (oggi Repubblica di Angola).

### Formazione e ministero sacerdotale
Dopo aver compiuto gli studi primari e secondari, ha deciso di seguire la vocazione al sacerdozio e si è iscritto al Seminario maggiore di Luanda dove ha studiato filosofia e teologia. Ha ricevuto l'ordinazione sacerdotale il 29 dicembre 1991 per imposizione delle mani di José Próspero da Ascensão Puaty, vescovo di Lwena; si è incardinato, quasi ventisettenne, come presbitero della medesima diocesi.
Dal 1992 al 1995 è stato parroco della cattedrale di Nostra Signora dei Rimedi a Luanda e delegato della Caritas diocesana. In seguito si è trasferito a Roma, in Italia, per un soggiorno di studio presso la Facoltà di Filosofia della Pontificia università urbaniana, conseguendo la laurea nel 1999.
Lo stesso anno è stato nominato vicario generale di Lwena e direttore del segretariato diocesano di pastorale della diocesi; è stato inoltre professore di filosofia all'Istituto medio normale di educazione e di lingua portoghese all'Istituto medio di sanità per un biennio. Nel 2001 è stato nominato segretario generale dell'Università Cattolica di Luanda e professore di filosofia nel seminario maggiore, dove egli stesso era stato studente, ricoprendo tale incarico fino alla promozione all'episcopato.

### Ministero episcopale
Il 6 ottobre 2008 papa Benedetto XVI lo ha nominato, quarantatreenne, vescovo di Dundo; è succeduto a Joaquim Ferreira Lopes, O.F.M.Cap., trasferito alla sede di Viana il 6 giugno 2007. Ha ricevuto la consacrazione episcopale il 14 dicembre seguente per imposizione delle mani di Filomeno do Nascimento Vieira Dias, vescovo di Cabinda, assistito dai co-consacranti Damião António Franklin, arcivescovo metropolita di Luanda, e Giovanni Angelo Becciu, arcivescovo titolare di Roselle e nunzio apostolico in Angola e São Tomé e Príncipe nonché futuro cardinale; ha preso possesso della diocesi durante una cerimonia svoltasi presso la cattedrale di Nostra Signora dell'Immacolata Concezione a Dundo l'11 gennaio 2009. Come suo motto episcopale ha scelto Omnia omnibus, che tradotto vuol dire "Tutto a tutti". Contestualmente è stato nominato anche amministratore apostolico di Saurimo, dopo il trasferimento di Eugenio Dal Corso, P.S.D.P., alla sede di Benguela il 18 febbraio precedente.
Il 12 aprile 2011, con la bolla Quandoquidem accepimus, papa Benedetto XVI ha elevato la diocesi di Saurimo al rango di sede metropolitana; contestualmente lo ha promosso 1º arcivescovo metropolita della medesima arcidiocesi. Il 29 giugno successivo, giorno della solennità dei Santi Pietro e Paolo, si è recato presso la basilica di San Pietro in Vaticano, dove il papa gli ha imposto il pallio, simbolo di comunione tra il metropolita e la Santa Sede. Ha preso possesso dell'arcidiocesi durante una cerimonia svoltasi presso la cattedrale di Maria Assunta il 31 luglio seguente.
Membro del Consiglio permanente della Conferenza episcopale di Angola e São Tomé, il 29 ottobre 2011 si è recato in Vaticano, assieme ad altri membri dell'episcopato angolano, in visita ad limina apostolorum per discutere con il Pontefice della situazione e dei problemi relativi alla sua arcidiocesi.

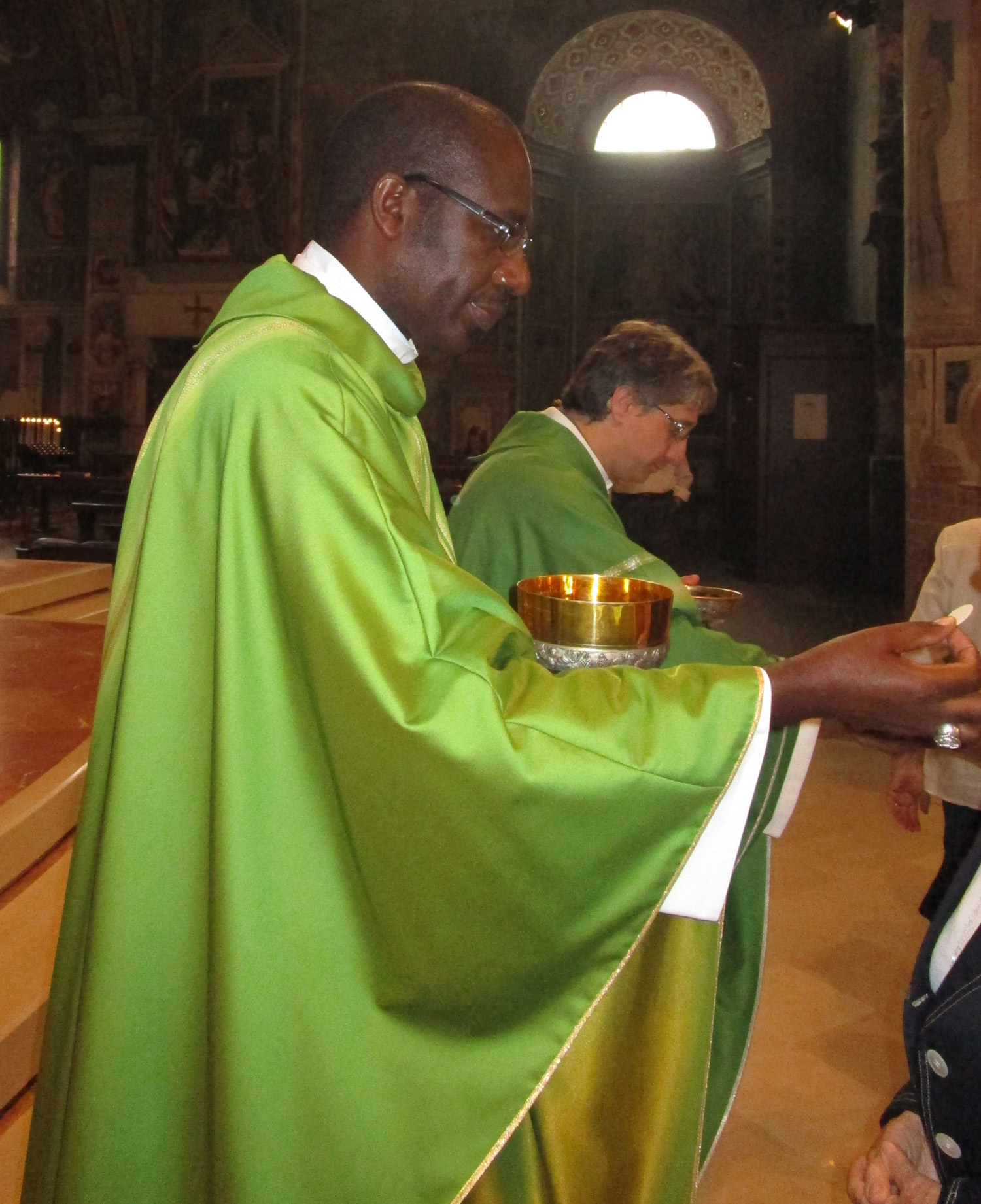
Mons. Imbamba durante una celebrazione eucaristica a Lodi, 23 agosto 2015.

Dal 22 al 27 settembre 2015, con monsignor José de Queirós Alves e una delegazione di numerose famiglie angolane, ha partecipato all'incontro mondiale sulle famiglie tenutosi a Filadelfia con papa Francesco.
Il 9 novembre 2015 è stato eletto vicepresidente della Conferenza Episcopale di Angola e São Tomé.
Il 17 giugno 2019 ha compiuto una seconda visita ad limina, mentre il 13 settembre successivo ha assistito, nella Sala dei Trattati del Palazzo Apostolico, alla cerimonia di firma dell'accordo quadro tra la Santa Sede e la Repubblica di Angola, che definisce il quadro giuridico delle relazioni tra la Chiesa cattolica e lo Stato angolano riconoscendo la personalità giuridica pubblica della Chiesa e delle sue Istituzioni, nonché il libero esercizio della sua missione apostolica e il suo contributo specifico nelle diverse aree della vita sociale.
L'11 ottobre 2021 è stato eletto presidente della Conferenza episcopale di Angola e São Tomé, succedendo a Filomeno do Nascimento Vieira Dias, arcivescovo metropolita di Luanda.
Dal 26 settembre 2022 è vicepresidente dell'Assemblea interregionale dei vescovi dell'Africa del Sud.

## Genealogia episcopale e successione apostolica
La genealogia episcopale è:
- Cardinale Scipione Rebiba
- Cardinale Giulio Antonio Santorio
- Cardinale Girolamo Bernerio, O.P.
- Arcivescovo Galeazzo Sanvitale
- Cardinale Ludovico Ludovisi
- Cardinale Luigi Caetani
- Cardinale Ulderico Carpegna
- Cardinale Paluzzo Paluzzi Altieri degli Albertoni
- Papa Benedetto XIII
- Papa Benedetto XIV
- Papa Clemente XIII
- Cardinale Giovanni Francesco Albani
- Cardinale Carlo Rezzonico
- Cardinale Antonio Dugnani
- Arcivescovo Jean-Charles de Coucy
- Cardinale Gustave-Maximilien-Juste de Croÿ-Solre
- Vescovo Charles-Auguste-Marie-Joseph Forbin-Janson
- Cardinale François-Auguste-Ferdinand Donnet
- Vescovo Charles-Emile Freppel
- Cardinale Louis-Henri-Joseph Luçon
- Cardinale Charles-Henri-Joseph Binet
- Cardinale Maurice Feltin
- Cardinale Jean-Marie Villot
- Arcivescovo Giovanni De Andrea
- Cardinale Alexandre do Nascimento, O.P.
- Arcivescovo Filomeno do Nascimento Vieira Dias
- Arcivescovo José Manuel Imbamba

La successione apostolica è:
- Vescovo Martín Lasarte Topolansky, S.D.B. (2023)